# شاپور میشانشاه
شاپور میشانشاه (به پارسی میانه: 𐭱𐭧𐭯𐭥𐭧𐭥𐭩 𐭱𐭠𐭤𐭬𐭩𐭱𐭠𐭭) شاهزاده و دومین فرزند شاهنشاه ساسانی شاپور یکم و شاه میشان بود. همسر او دینگ نام داشت و هرمز، اودابخت، پیروز و شاپوردختک از فرزندان این دو بودند.

## زندگی
شاپور احتمالاً با فردی همنام خودش که در دهه ۲۴۰ میلادی شاه توران بود، یکسان باشد. او سپس در یک زمان نامشخص از طرف پدرش به عنوان حکم‌ران میشان گماشته شد و برادرش نرسه جایگزین او در توران شد. شاپور سپس به همسر خود لقب افتخاری دستگرد-شاپور (پارسی میانه: Dastgerd-Šābuhr) را داد. او در سال ۲۶۰ و پیش از پدرش درگذشت

## فرزندان
شاپور میشانشاه از دینگ دارای فرزندان بسیاری شد که امروزه هفت تن از آن‌ها ،هرمز، هرمزک، اودابخت، بهرام، شاپور، پیروز و شاپوردختک، شناخته شده‌اند. هرمز در حدود سال ۲۸۱، شورشی را در سکستان و نواحی اطرافش علیه بهرام دوم آغاز کرد و توسط ساکنان شرق ایران، از جمله گیلان، مورد حمایت واقع شد. شورش هرمز در نهایت در سال ۲۸۳ سرکوب و کمی بعد او به دستور بهرام دوم اعدام شد. شاپوردختک، دیگر فرزند او، به ازدواج شاهنشاه بهرام دوم درآمد و عنوان بانبشنان بانبشن به معنای «شهبانوی شهبانوان» را دریافت کرد. پوران فرخزاد از آذرفرنبغ نیز به عنوان فرزند او یاد می‌کند اما سیروس نصرالله‌زاده این فرضیه را رد می‌کند.